# Ferry II de Vaudémont
Pour les articles homonymes, voir Ferry de Lorraine.
Ferry II de Vaudémont, né vers 1417 et mort à Joinville-en-Vallage (Haute-Marne) le 31 août 1470, fut comte de Vaudémont et sire de Joinville de 1458 à 1470.

## Biographie

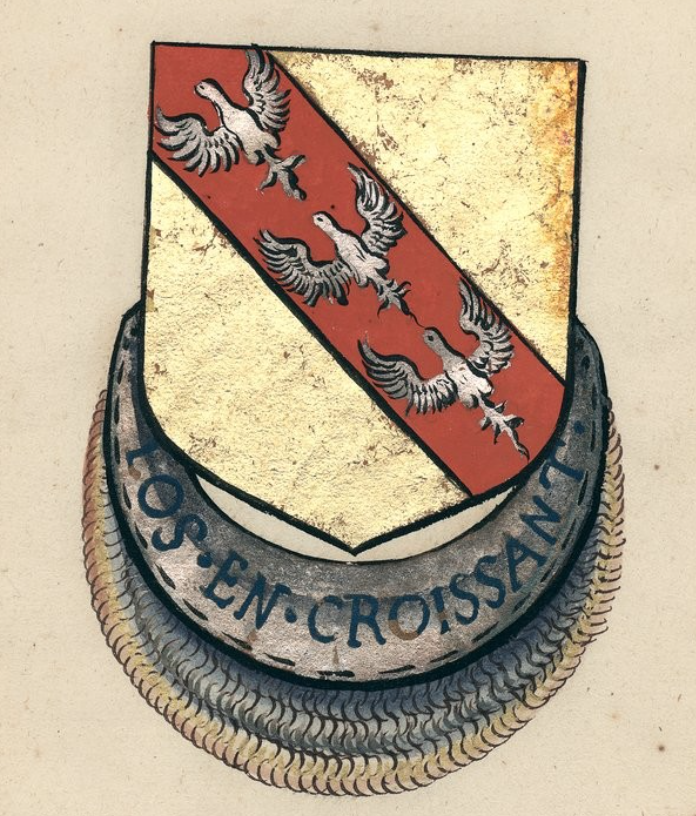
Armoiries des chevaliers de l'ordre du Croissant

Il était fils d'Antoine de Lorraine, comte de Vaudémont, sire de Joinville, et de Marie d'Harcourt, comtesse d'Aumale, baronne d'Elbeuf.
Il est parfois numéroté Ferry VI par continuité avec les ducs de Lorraine.
Son beau-père le comblera d'honneurs (dont l'Ordre du Croissant) et, en 1453, il commande les troupes que celui-ci envoie au dauphin Louis pour l'aider à combattre le duc de Savoie.
En 1456 René lui confie le gouvernement du duché de Bar, qu'il assume avec soin, puis en 1459 la charge de lieutenant général de Sicile, où il se rend avec de nombreuses troupes financées par lui-même, en vue de soutenir les partisans de son beau-père.
En 1467, il accompagne en Catalogne son beau-frère, le duc Jean II de Lorraine, lors de la campagne qu'il y mène. Revenu en mauvaise santé de cette campagne, il meurt à Joinville le 31 août 1470.

### Mariage et descendance
Il épousa à Nancy en 1445 sa cousine Yolande d'Anjou (1428-1483), fille de René Ier d'Anjou, roi de Naples, duc d'Anjou, de Bar et de Lorraine, comte de Provence, et d'Isabelle, duchesse de Lorraine. Cette union, qui mettait fin au litige qui existait entre les pères des deux époux à propos de la succession du duché de Lorraine, fut bénie par l'évêque de Toul, Louis d'Haraucourt, en la collégiale Saint-Georges de Nancy. 
A leur mort, les époux furent inhumés au milieu du chœur de la collégiale Saint-Laurent de Joinville, disparue à la Révolution, où se voyait leur gisant, sculpté dans le marbre, dont l'aspect est connu par une gravure,.
Ils eurent :
- Pierre de Lorraine (mort en 1451) ;
- René II de Lorraine (1451-1508), comte de Vaudémont, duc de Lorraine, duc de Bar, qui continue les ducs de Lorraine ;
- Nicolas de Lorraine (né vers 1455 mort vers 1476), seigneur de Joinville et de Bauffremont, sans alliance ;
- Jeanne de Lorraine (1458-1480), mariée en 1474 avec Charles V d'Anjou (1446-1481), duc d'Anjou, duc du Maine, comte de Guise, comte de Provence, son cousin, sans postérité ;
- Marguerite de Lorraine (1463-1521) (béatifiée), mariée en 1488 avec René d'Alençon (1454-1492), duc d'Alençon, dont postérité. Le roi Henri IV de France descend de cette union ;
- Yolande de Lorraine (morte en 1500), mariée en 1497 avec Guillaume II de Hesse (1469+ 1509), landgrave de Hesse, sans descendance survivante.